# Bink Video
Bink Video is een videobestandsindeling voor video van RAD Game Tools, die, net als zijn voorganger Smacker, voornamelijk wordt gebruikt voor computerspellen.
Het videoformaat is gebruikt in ruim 5800 spellen voor pc, Dreamcast, GameCube, PlayStation 2, Xbox, Nintendo DS, PlayStation 3, PlayStation Portable (PSP), Wii en Xbox 360. Het formaat heeft zijn eigen video- en audiocodecs en ondersteunt beeldresoluties van 320×240 pixels tot high-definition video (HD).
Bink Video heeft een eenvoudige gebruikers- en programmeerinterface en stelt, in vergelijking met andere videobestandsformaten, lage eisen aan het afspeelapparaat en heeft minder geheugen en rekenkracht nodig dan andere videocodecs, om bijna dezelfde kwaliteit te kunnen behalen.
Bink 2, een nieuwe en snellere versie van het videoformaat, verscheen in 2013. Het biedt ondersteuning voor smartphones en hogere beeldresoluties.
Computerspelbedrijf Epic Games kocht de technologie van RAD Game Tools op 7 januari 2021, waarna het werd hernoemd naar Epic Game Tools. Epic kondigde ook aan om de videotechnologie te gaan integreren in de Unreal Engine.

## Lijst met spellen
Een selectie van enkele spellen met Bink Video:
- Age of Mythology: The Titans
- Anno 1404
- Battlefield 1942
- Bionic Commando
- Call of Duty 4: Modern Warfare
- Devil May Cry
- Diablo II
- Escape from Monkey Island
- Guitar Hero III: Legends of Rock
- Indiana Jones and the Staff of Kings
- Mass Effect
- Neverwinter Nights
- Quantum of Solace
- Rage
- The Elder Scrolls III: Morrowind
- The sims 2
- Tomb Raider: Legend
- Wolfenstein
- Zoo Tycoon 2